# Ary Borges
Pour les articles homonymes, voir Borges.
Ary Borges, née le 28 décembre 1999 à São Luís, est une footballeuse internationale brésilienne évoluant au poste d'attaquante. Elle joue au Racing Louisville aux États-Unis.

## Biographie
Alors que ses parents sont partis à São Paulo pour pouvoir gagner leur vie, comme bon nombre de familles du Nordeste brésilien, Ary Borges est élevée par sa grand-mère.

### En club
En 2019, elle rejoint le club de São Paulo FC. Entre 2020 et 2022, elle joue au sein du club de Palmeiras. Avec les Palestrinas, elle remporte la Copa Paulista en 2021 puis le championnat Paulista en 2022, mais surtout la Copa Libertadores 2022. Avec 37 buts marqués, elle quitte le club en étant la meilleure buteuse de l'histoire de Palmeiras, à égalité avec Bia Zaneratto et Carla Nunes.
En décembre 2022, elle signe au Racing Louisville.

### En sélection nationale
Ary Borges connaît sa première sélection en équipe du Brésil le 17 septembre 2021 lors d'un match amical contre l'Argentine. Lors de la Copa América 2022, elle ouvre le score lors de la demi-finale face au Paraguay, et décroche le titre après la victoire brésilienne en finale face à la Colombie.
Elle figure parmi les 23 joueuses retenues par Pia Sundhage pour la Coupe du monde 2023 et inscrit un triplé lors du premier match du Brésil face au Panama.

### Positionnement politique
Ary Borges se fait souvent écho de causes sociales, notamment de l'antiracisme. Elle soutient Lula aux élections de 2022.

## Palmarès
Sport Club Recife
- Pernambucano (2) :
  - Vainqueure en 2017 et 2018

 São Paulo FC
- Série A2 (1) :
  - Championne en 2019

 Palmeiras
- Copa Libertadores (1) :
  - Vainqueure en 2022
- Paulistão (1) :
  - Championne en 2022
- Copa Paulista (1) :
  - Vainqueure en 2021

 Brésil
- Copa América (1) :
  - Vainqueure en 2022